# 한국정보문화진흥원
한국정보문화진흥원(韓國情報文化振興院, Korea Agency for Digital Opportunity and Promotion, 약칭: KADO)은 국내외의 정보격차 해소를 위한 지원 업무를 목표로 1984년에 설립된 대한민국의 공공기관이다.
1984년 11월 (재)정보통신훈련센터(ITTC)로 설립되어 1988년 1월 (재)정보문화센터(ICC)로 확대되어 상호 변경하였다. 1992년 2월 '전산망 보급확장과 이용촉진에 관한 법률'(법률 제4439호)에 따라 한국정보문화센터로 개편되어 상호명을 변경하였고, 1999년 1월에는 한국전산원 부설 기관으로 개편되었다. 2003년 1월 '정보격차 해소에 관한 법률' 제16조에 따라 한국정보문화진흥원으로 확대·개편되었다가 2009년 정보화촉진기본법 개정에 따라 동년 5월 22일 한국정보화진흥원으로 통합되어 해체되었다.
기존의 한국정보문화진흥원 청사는 한국정보화진흥원 등촌청사로 이용되고 있다.

## 기관 연혁
- 1984년 제1회 전국PC경진대회 개최. 재단법인 정보통신훈련센터(ITTC) 설립
- 1988년 정보문화의 달 제정(매년 6월). 농어촌컴퓨터교실 운영. 재단법인 정보문화센터(ICC)로 확대개편
- 1992년 한국정보문화센터로 개편
- 1994년 해외동포 정보화 지원
- 2000년 IT월드(초고속정보통신체험관) 개관. 1000만 국민정보화 교육
- 2001년 정보격차해소종합계획 수립
- 2002년 인터넷중독예방상담센터 개소
- 2003년 한국정보문화진흥원(KADO)으로 확대개편
- 2004년 세계최대 ICT컨소시엄 WITSA 제정 'Global IT Excellence Award' 수상
- 2005년 지식정보자원관리사업 전담기관 지정
- 2007년 제1회 웹접근성 품질마크 실시